# 3332 Raksha
3332 Raksha (1978 NT1) là một tiểu hành tinh vành đai chính được phát hiện ngày 4 tháng 7 năm 1978 bởi L. Chernykh ở Nauchnyj.